# 모토신시마촌 (이바라키현)
모토신시마촌(本新島村)은 이바라키현 이나시키군에 일찍이 존재했던 촌이다. 

## 지리
- 현재의 이나시키시, 구 아즈마정의 남동부에 위치한다.
- 촌의 대부분은 평지이다.
- 촌내에는 도네강이 흐르고 있다.

## 역사
- 1889년 4월 1일 - 정촌제 시행에 의해, 지바현 가토리군 사와라정, 모토신시마촌, 도요시마촌이 성립하였다.
- 1896년 4월 1일 - 이바라키현에 양도되어 이나사키군 모토신시마촌이 신설되었다.
- 1955년 1월 5일 - 도요시마촌, 이사키촌과 합병해 아즈마촌이 신설되어, 동일 모토신시마촌은 폐지되었다.

## 인구
| 1920년 | 2,229 |
| 1935년 | 2,482 |
| 1950년 | 3,322 |

## 교통

### 도로
- 2급국도
  - 국도 제125호선

## 참고문헌
- 角川日本地名大辞典編纂委員会『角川日本地名大辞典 8 茨城県』、角川書店、1983年 ISBN 4040010809
- 角川日本地名大辞典編纂委員会『角川日本地名大辞典 12 千葉県』、角川書店、1984年 ISBN 4040011201